# Chabreloche
Chabreloche est une commune française située dans le département du Puy-de-Dôme, en région Auvergne-Rhône-Alpes.

## Géographie

### Localisation
| Celles-sur-Durolle |             | Arconsat                             |
| Celles-sur-Durolle | Chabreloche | Les Salles (Loire) Cervières (Loire) |
| Celles-sur-Durolle | Viscomtat   | Noirétable                           |

### Lieux-dits et écarts
Montsuchet, petit lieu-dit dépendant de la commune de Chabreloche, est placé sur une colline située au sud-est de Chabreloche, à la limite de la Loire et du Puy-de-Dôme. Au cœur du parc naturel régional Livradois-Forez, le lieu-dit est la zone habitée la plus haute du canton[précision nécessaire] (721 m).
Montsuchet comptait dix habitants en 2011. Une ferme en semi-activité domine le hameau. Ses propriétaires possèdent une douzaine de vaches dont la moitié sont laitières (montbéliardes) et l'autre moitié bouchères (charolaises). De nombreuses randonnées ont leur point de départ en ce lieu stratégique, également rendez-vous des chasseurs à l'automne. Le puits communal a été entièrement restauré et remis en service en 2010.
Ses communes limitrophes sont :
- dans le département du Puy-de-Dôme : Arconsat, Celles-sur-Durolle et Viscomtat ;
- dans le département de la Loire : Cervières et Noirétable.

### Voies de communication et transports

#### Transports en commun
La commune est desservie par la ligne P01 du réseau Cars Région Puy-de-Dôme, reliant Clermont-Ferrand et Thiers à Chabreloche.

### Climat
Pour des articles plus généraux, voir Climat d'Auvergne-Rhône-Alpes et Climat du Puy-de-Dôme.
En 2010, le climat de la commune est de type climat des marges montargnardes, selon une étude du Centre national de la recherche scientifique s'appuyant sur une série de données couvrant la période 1971-2000. En 2020, Météo-France publie une typologie des climats de la France métropolitaine dans laquelle la commune est exposée à un climat de montagne ou de marges de montagne et est dans la région climatique  Nord-est du Massif Central, caractérisée par une pluviométrie annuelle de 800 à 1 200 mm, bien répartie dans l’année. 
Pour la période 1971-2000, la température annuelle moyenne est de 9,8 °C, avec une amplitude thermique annuelle de 16 °C. Le cumul annuel moyen de précipitations est de 1 044 mm, avec 11,6 jours de précipitations en janvier et 8,2 jours en juillet. Pour la période 1991-2020, la température moyenne annuelle observée sur la station météorologique de Météo-France la plus proche, « Saint-Just-en-Chevalet », sur la commune de Saint-Just-en-Chevalet à 12 km à vol d'oiseau, est de 9,8 °C et le cumul annuel moyen de précipitations est de 884,6 mm,. Pour l'avenir, les paramètres climatiques de la commune estimés pour 2050 selon différents scénarios d'émission de gaz à effet de serre sont consultables sur un site dédié publié par Météo-France en novembre 2022.

## Urbanisme

### Typologie
Au 1er janvier 2024, Chabreloche est catégorisée bourg rural, selon la nouvelle grille communale de densité à sept niveaux définie par l'Insee en 2022.
Elle est située hors unité urbaine. Par ailleurs la commune fait partie de l'aire d'attraction de Thiers, dont elle est une commune de la couronne,. Cette aire, qui regroupe 19 communes, est catégorisée dans les aires de moins de 50 000 habitants,.

### Occupation des sols
L'occupation des sols de la commune, telle qu'elle ressort de la base de données européenne d’occupation biophysique des sols Corine Land Cover (CLC), est marquée par l'importance des forêts et milieux semi-naturels (56,9 % en 2018), une proportion identique à celle de 1990 (56,9 %). La répartition détaillée en 2018 est la suivante : forêts (56,9 %), prairies (29,4 %), zones urbanisées (10,5 %), zones agricoles hétérogènes (3,2 %). L'évolution de l’occupation des sols de la commune et de ses infrastructures peut être observée sur les différentes représentations cartographiques du territoire : la carte de Cassini (XVIIIe siècle), la carte d'état-major (1820-1866) et les cartes ou photos aériennes de l'IGN pour la période actuelle (1950 à aujourd'hui).

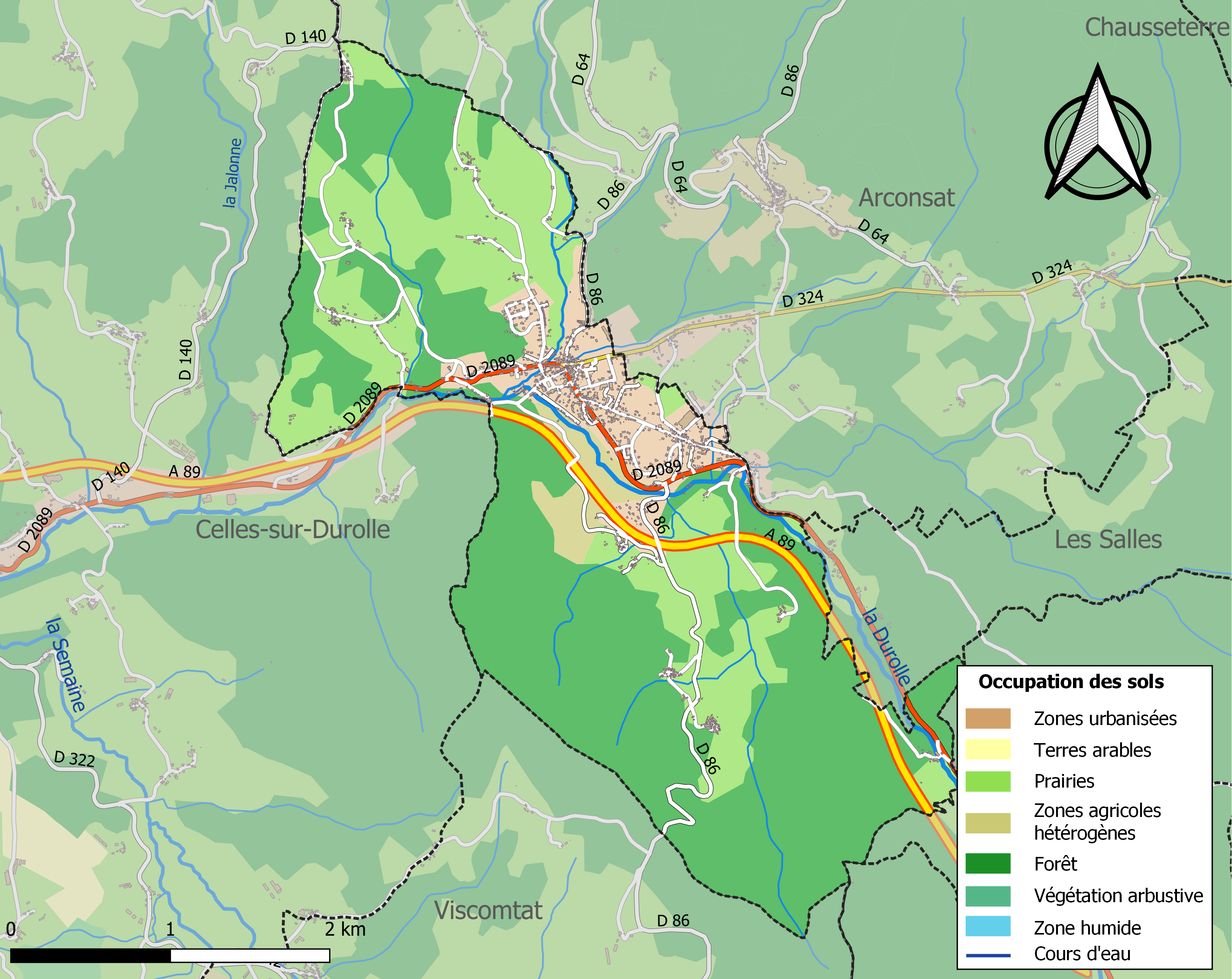
Carte des infrastructures et de l'occupation des sols de la commune en 2018 (CLC).

## Toponymie
Chabreloche est une des quelques communes du département du Puy-de-Dôme à faire partie à la fois de l'aire linguistique de l'auvergnat mais aussi en partie de l'aire linguistique du francoprovençal (arpitan). Le bourbonnais du Croissant, est parlé également quelques kilomètres plus au nord dans la Montagne bourbonnaise.

## Histoire
La commune de Chabreloche a été créée en 1876 par détachement de la commune d'Arconsat.

## Politique et administration

### Découpage territorial
La commune de Chabreloche est membre de la communauté de communes Thiers Dore et Montagne, un établissement public de coopération intercommunale (EPCI) à fiscalité propre créé le 1er janvier 2017 dont le siège est à Thiers. Ce dernier est par ailleurs membre d'autres groupements intercommunaux. Jusqu'en 2016, elle faisait partie de la communauté de communes de la Montagne Thiernoise.
Sur le plan administratif, elle est rattachée à l'arrondissement de Thiers, à la circonscription administrative de l'État du Puy-de-Dôme et à la région Auvergne-Rhône-Alpes. Jusqu'en mars 2015, elle faisait partie du canton de Saint-Rémy-sur-Durolle.
Sur le plan électoral, elle dépend du canton de Thiers pour l'élection des conseillers départementaux, depuis le redécoupage cantonal de 2014 entré en vigueur en 2015, et de la cinquième circonscription du Puy-de-Dôme pour les élections législatives, depuis le dernier découpage électoral de 2010.

### Élections municipales et communautaires

#### Élections de 2020
Le conseil municipal de Chabreloche, commune de plus de 1 000 habitants, est élu au scrutin proportionnel de liste à deux tours (sans aucune modification possible de la liste), pour un mandat de six ans renouvelable. Compte tenu de la population communale, le nombre de sièges à pourvoir lors des élections municipales de 2020 est de 15. Les quinze conseillers municipaux, issus d'une liste unique, sont élus au premier tour avec un taux de participation de 45,61 %.
Un siège est attribué à la commune au sein du conseil communautaire de la communauté de communes Thiers Dore et Montagne.

#### Chronologie des maires
| Période | Période                   | Identité              | Étiquette    | Qualité |
| ------- | ------------------------- | --------------------- | ------------ | --- |
| 1876    | 1893                      | Gabriel Goyon         |              | |
| 1893    | 1925                      | Jean-Eugène Boudet    |              | |
| 1925    | 1930                      | Guillaume-Jean Genest |              | |
| 1930    | 1944                      | Emile Cotte           |              | |
| 1945    | 1961                      | Etienne Néron         |              | |
| 1961    | 1989                      | Antoine Jailler       |              | |
| 1989    | 2014                      | Christian Barges      | Apparenté PS | |
| 2014    | 2020                      | Christian Genest      |              | Ancien vice-président de la communauté de communes de la Montagne Thiernoise                                                               |
| 2020    | En cours (au 9 août 2020) | Jean-Pierre Dubost    | DVG          | Retraité 11e vice-président de la communauté de communes Thiers Dore et Montagne délégué aux affaires sociales et à la santé (depuis 2020) |

## Population et société

### Démographie
L'évolution du nombre d'habitants est connue à travers les recensements de la population effectués dans la commune depuis 1876. Pour les communes de moins de 10 000 habitants, une enquête de recensement portant sur toute la population est réalisée tous les cinq ans, les populations de référence des années intermédiaires étant quant à elles estimées par interpolation ou extrapolation. Pour la commune, le premier recensement exhaustif entrant dans le cadre du nouveau dispositif a été réalisé en 2004.

En 2022, la commune comptait 1 164 habitants, en évolution de −5,13 % par rapport à 2016 (Puy-de-Dôme : +2,1 %, France hors Mayotte : +2,11 %).
| 1876 | 1881 | 1886 | 1891 | 1896 | 1901 | 1906 | 1911  | 1921 |
| ---- | ---- | ---- | ---- | ---- | ---- | ---- | ----- | ---- |
| 977  | 954  | 950  | 949  | 982  | 951  | 990  | 1 008 | 990  |

| 1926 | 1931  | 1936  | 1946  | 1954  | 1962  | 1968  | 1975  | 1982  |
| ---- | ----- | ----- | ----- | ----- | ----- | ----- | ----- | ----- |
| 998  | 1 115 | 1 132 | 1 124 | 1 223 | 1 401 | 1 490 | 1 400 | 1 421 |

| 1990  | 1999  | 2004  | 2006  | 2009  | 2014  | 2019  | 2022  | - |
| ----- | ----- | ----- | ----- | ----- | ----- | ----- | ----- | - |
| 1 381 | 1 323 | 1 312 | 1 279 | 1 302 | 1 235 | 1 200 | 1 164 | - |

## Culture locale et patrimoine

### Lieux et monuments

#### Patrimoine civil
La Colonne brisée, art d'autoroute représentant une colonne brisée et effondrée, sur l'aire des Suchères, à côté de l'autoroute.

### Patrimoine naturel
La commune de Chabreloche est adhérente du parc naturel régional Livradois-Forez.

### Personnalités liées à la commune
- Jacques Jarsaillon (1840-1893), auteur dramatique et poète en langue occitane, prêtre de Chabreloche, où il est mort[31].
- Patrick Berhault (1957-2004), alpiniste.

## Archives
- Registres paroissiaux et d'état civil depuis :
- Dépouillements généalogiques :
- Délibérations municipales depuis :